# Roland Engel
Pour les articles homonymes, voir Engel.
Roland Engel, né le 15 juin 1948 à Bischheim (Bas-Rhin), est un auteur-compositeur-interprète français, également acteur au Théâtre alsacien de Strasbourg de 1962 à 1993.

## Discographie
- Schatteliecht (1976)
- Kritzwäj (1980)
- Müsik (1982)
- Reise (1986)
- Lieder fuer mit de Angscht ze lewe (1987)
- Wunde (1989)
- Uf de ander Sit vom Mond (1990)
- Rol'and Swing (1995)
- Mini Symphonie (1998)
- Cantiques pour le temps de carême (2000)
- Konzert Summerlied 2000
- Negro Spirituals/De Wäj nooch Bethleem (2001)
- Roland Engel singt Wihnachte (2002)
- S’isch Wihnachte, mi corazon (2003)
- Le silence de Dieu (2003)
- Es Bluest e kalter Wind (2005)
- Selig sin die wie Brüederlich sin (2006)
- Bie uns isch Noël „Wihnachte“ (2007)
- De Wind blost von Oste (2008)
- Sur les chemins de la parole (2008)
- Am Bach entlang (2009)
- Amis mots (2010)
- Dialogues avec un ange (2011)
- Wihnachtserrinerunge (2011)
- Il faut aimer en large et en long (2015)
- Wurzle (2015)
- J'ai encore envie de baisers sur les lèvres (2017)
- Wihnachtslieder un anderi (2019)
- Le chemin (2020)
- So lang schon unterwäjs (2020)

## Publications
- Le poète cohérent (1988)
- Une cinquième saison (1993)
- Le jardin d'Ariane (1996)
- Au hasard de l'aventure (1999)
- 30 Johrlang : Liedermacher (2002)
- Jesses ! oder was han'se drüs gemacht (conte de Noël musical en dialecte alsacien créé par les « Halb-Herre de Soutz sous Forêt » en décembre 2003)
- En cloque du Maroc (2006)
- Les mots nus (2014)
- Contes, chroniques et confidences (2014)
- Le ventre mou des mots (2016)
- Les étranges paradoxes de l'ordinaire (2019)
- Triptyque (2020)
- Vous aurez de mes nouvelles (2021)
- Dernières nouvelles du cœur (2022)

### Publications dans divers ouvrages
Poètes et prosateurs d'Alsace de Georges Holderith Edition Istra 1978
Petite anthologie de la poésie alsacienne "Elsaessich Reda » Edition Jean-Baptiste Weckerlin
Poésie Dichtung Editions Vosges du Nord 1979
Nachrichten aus dem Elsass 2 Olms Presse Hildesheim 1978
Ersatz d'Alsace Anthojolie Jean Benoît Thirion 1979 BF Editions
L'encrier Laurent Bayart 1988
La littérature dialectale alsacienne Anthologie d’Auguste Wackenheim Tome 5 Prat Editions 2003
Unterwegs - En chemin : Une anthologie de Noël BF Editions Strasbourg et Drey-Verlag D-Gutach 2011
Almanach Evangélique
Revue Alsacienne de Littérature
Le Messager
Ensemble
Land un Sproch
Corona Decamerone de Karin Jäckel Edition Blaue Stunde 2020

## Distinction
- Bretzel d'or de la chanson alsacienne en 1980